# Charles François de Cisternay du Fay
Charles François de Cisternay du Fay (1698. – 1739.) je bio francuski znanstvenik i viši nadzornik Kraljevog vrta u Parizu.
1733. je godine iznio stajalište da elektricitet dolazi u dvije inačice koje poništavaju jedna drugu. To je obrazložio tumačeći da se radi o dvjema vrstama električnog fluida. Otkrio je da trljanjem stakla o svilu dolazi do jedne vrste elektriciteta koji je Du Fay tumačio da se staklo nabilo staklenim elektricitetom, a kad se jantar trljao s krznom, rekao je da se jantar nabio smolnim elektricitetom.
Izrazi kojima se koristio Du Fay poslije su zamijenjeni izrazima pozitivni i negativni koje su neovisno jedan o drugome smislili Wiliam Watson i Benjamin Franklin. Ovo DuFayevo otkriće i još neke opservacije elektriciteta objavio je u radu prosinca 1733. i tiskao u Philosophical Transactions of the Royal Society Vol. 38. Du Fay je uočio i objasnio mnogo dotad neobjašnjenih pojava u svezi s elektricitetom koje se tiču električnog naboja i vodljivosti. Od godine 1733. član je Kraljevske akademije znanosti. 
Umro je od boginja 1739. godine.